# Péter Abay
Péter Abay, né le 13 mai 1962 à Budapest, est un escrimeur hongrois.

## Carrière
Péter Abay participe aux Jeux olympiques d'été de 1992 et  remporte la médaille d'argent dans l'épreuve de sabre par équipe.